# Smilovy Hory
Smilovy Hory (en allemand : Smiler Berg) est une commune du district de Tábor, dans la région de Bohême-du-Sud, en République tchèque. Sa population s'élevait à 370 habitants en 2020.

## Géographie
Smilovy Hory se trouve à 5 km à l'est de Mladá Vožice, à 20 km au nord-nord-est de Tábor, à 68 km au sud-sud-est de Prague et à 69 km au nord-nord-est de České Budějovice.
La commune est limitée par Vilice et Načeradec au nord, par Mezilesí à l'est, par Techobuz, Pojbuky, Bradáčov et Rodná au sud, et par Mladá Vožice et Běleč à l'ouest.

## Histoire
La première mention écrite du village date de 1334.